# Нестали у акцији 3
Нестали у акцији 3 (енгл. Braddock: Missing in Action III) је амерички акциони филм из 1988. године са Чаком Норисом у главној улози.

## Радња филма
У овом наставку пуковник Џејмс Бредок (Чак Норис) још једном одлази у Вијетнам. Овог пута у намери да спаси своју жену, за коју је веровао да је одавно мртва и њиховог дванаестогодишњег сина.